# Yurei Deco
Yurei Deco (japanisch ユーレイデコ) ist eine Anime-Fernsehserie von Studio Science Saru aus dem Jahr 2022. Die Science-Fiction-Geschichte erzählt von einer von virtuellen Anwendungen durchdrungenen Gesellschaft, die von einem übermächtigen Kundencenter und Social Scoring kontrolliert wird. Eine Gruppe Detektive lehnt sich gegen diese Ordnung auf und will ein großes Geheimnis lüften.

## Handlung
Zusammen mit ihren Eltern lebt die Jugendliche Berry auf der futuristischen Insel Tom Sawyer. Hier sind die reale und die virtuelle Welt miteinander verschmolzen, jeder Einwohner trägt einen Deco – ins Auge operiert oder aufgesetzt – der seine Wahrnehmung der Umgebung verändert. Das Leben vieler Einwohner kreist um den Erwerb von „Love“-Punkten, einer Art Social Scoring, mit denen man sich nicht nur Anerkennung, sondern auch Waren oder einen besseren Deco erwerben kann. Kontrolliert wird dieses System, wie auch sonst das öffentliche Leben der überall überwachten Insel, vom „Kundencenter“. Doch eine geheimnisvolle Erscheinung, genannt „Phantom Zero“, setzt bei seinem Auftauchen alle Love-Punkte in der Umgebung auf Null. Auch Berry und ihre Schulfreunde jagen dem Phantom nach, aus Spaß und um Love zu sammeln. Neben vielen Privatleuten möchte auch das Kundencenter das Phänomen aufklären, vertuscht es aber zugleich als vermeintlich harmloses Spiel, um die Öffentlichkeit zu beruhigen. Im Kundencenter arbeiten auch Berrys Eltern, die Nachrichten und alle Wahrnehmungen über die Deco kuratieren und das löschen, was unter den Bewohnern für Unruhe sorgen könnte.
Als Berry eines Tages einen Fehler in ihrem Deco hat, ermöglicht ihr der, ein seltsames Mädchen zu beobachten. Sie läuft ihr nach und lernt Hack kennen. Sie steht außerhalb der vom Kundencenter registrierten Gesellschaft und wird daher von den Ordnungskräften verfolgt. Und im Cyberspace trifft sie, nun zusammen mit Berry, auf ein geheimnisvolles Wesen, das sie angreift und wohl mit Phantom Zero zusammenhängt. Schließlich wird Hack festgenommen und als Phantom Zero angeklagt. Berry hilft ihr, zusammen mit Finn. Der junge Mann tauchte auf, als sie nach Hack gesucht hat. Die Verteidigung eskaliert und schließlich müssen alle fliehen. Bei der Flucht täuscht Finn ihren Tod vor. Von da an lebt Berry heimlich bei ihnen – den Yurei, Menschen außerhalb der Kontrolle des Kundencenters. Finn leitet eine Detektei, der neben der Hackerin Hack auch Hank, Smiley, Madam 44 und Dr. Watson angehören. Und nun auch Berry, die sich an der Bewältigung der Aufträge beteiligt. Meist drehen sich diese um Vorgänge im Cyberspace oder mit Decos. Sie lernt die anderen Mitglieder der Detektei besser kennen und langsam auch mehr darüber, wie weit die Gesellschaft vom Kundencenter kontrolliert wird – und dass ihre Eltern sie noch immer vermissen.
Bei ihren Aufträgen erfährt die Gemeinschaft langsam immer mehr über die Insel. Über ihr im Himmel schwebt das Luftschloss Mark Twain, von dem aus wohl die Kontrolle ausgeübt wird. Und hier könnte sich Phantom Zero verbergen. Finn will sich zunächst auf eigene Faust in das Armenviertel seiner Kindheit begeben und dort mit den gewonnenen Informationen die Müllbeseitigung wieder in Gang setzen. Die Gruppe hat er nur gegründet, um das zu ermöglichen. Doch die anderen wollen ihn nicht alleine lassen, da sie inzwischen seine Freunde sind. Doch der Neustart der Anlage würde die Love-Punkte in der Umgebung auf Null setzen. Als das herauskommt, werden die Detektive beschuldigt, Phantom Zero zu sein. Es gelingt ihnen mit vielen Manipulationen der Überwachungssoftware und Irreführung der Bewohner der Stadt zu entkommen und die Reise zu Mark Twain vorzubereiten. Haben sie das echte Phantom gefunden, können sie ihre Unschuld beweisen. So reisen Hack, Berry und Finn zu Mark Twain. Sie müssen viele Fallen und Barrieren überwinden, ehe sie schließlich vor der Herrscherin der Festung und auch von Tom Sawyer stehen: Injunction Jo. Die alte Frau kontrolliert seit langem das Kundencenter und ist auch für Phantom Zero verantwortlich. Sie sollte der überwachten Gesellschaft ein menschliches Antlitz geben. Doch nun ist sie alt und hat nach einem Nachfolger gesucht, weswegen sie all das Chaos angezettelt hat. In den naiven, aber gutmütigen Freundinnen Hack und Berry glaubt sie, ihre Nachfolger gefunden zu haben. So bleibt Hack in der Festung und übernimmt die Kontrolle. Auf der Insel kann sich nun vieles zum Besseren wenden und Berry wird mit ihren Eltern wieder vereint.

## Produktion und Veröffentlichung
Die Serie entstand unter der Regie von Tomohisa Shimoyama beim Studio Science Saru. Hauptautor war Dai Sato, am Konzept war auch Masaaki Yuasa beteiligt. Die Charakterdesigns entwarf Akira Honma und die künstlerische Leitung lag bei Fuminao Akai. Die Tonarbeiten leitete Sōichirō Kubo und für die Kameraführung waren Hikari Itō und Yoshihiro Sekiya verantwortlich. Das Komitee der Produzenten bestand aus Cong Cao, Kishirō Hyakutake, Kōhei Sakita und Lily Kim.
Die 12 Folgen mit je 24 Minuten Laufzeit wurden vom 3. Juli bis 18. September 2022 bei den Sendern Tokyo MX, Nippon TV und MBS in Japan gezeigt. Parallel fand international eine Online-Veröffentlichung auf der Plattform Crunchyroll statt, unter anderem mit deutschen und englischen Untertiteln.

### Synchronisation
| Rolle    | Japanische Stimme (Seiyū) |
| -------- | ------------------------- |
| Berry    | Mira Kawakatsu            |
| Hack     | Anna Nagase               |
| Finn     | Miyu Irino                |
| Smiley   | Rie Kugimiya              |
| Madam 44 | Sayuri Sadaoka            |
| Hank     | Setsuji Satoh             |
| Masial   | Takeshi Miyajima          |
| Lamp     | Haruka Shimizu            |

### Musik
Die Musik der Serie stammt von Kōtarō Saitō, Mito und Yebisu303. Das Vorspannlied ist 1,000,000,000,000,000,000,000,000 LOVE von Clammbon und als Abspanntitel verwendete man I'm in LOVE, gesungen von den Sprecherinnen von Hack und Berry. In der 12. Folge wurde außerdem das Lied Utopia von Clammbon verwendet.

## Manga
Eine Umsetzung der Geschichte als Webcomic durch Digital Shokunin Studio erscheint seit 8. Juli 2022 auf der Plattform Line Manga.